# Elisabethenschule (Hofheim am Taunus)
Die Elisabethenschule ist eine staatlich anerkannte private Realschule in Hofheim am Taunus, die vom Orden der Armen Dienstmägde Jesu Christi (ADJC) (Dernbacher Schwestern) als Mädchenschule gegründet wurde und noch heute als „christliche Schule“ bezeichnet wird.

## Geschichte
Die Elisabethenschule entstand aus bescheidenen Anfängen, getragen von der Erkenntnis sozialer Not und religiöser Notwendigkeiten nach der Zeit des Kulturkampfes Ende des 19. Jahrhunderts. Im April 1893 begannen zwei Schwestern der Armen Dienstmägde Jesu Christi mit dem Lehrbetrieb in Hofheim. Schwester Bona und Schwester Bonaventura kümmerten sich um die damals vernachlässigte schulische Bildung der Mädchen.
Die Stadt Hofheim stellte den Schwestern zum Mietpreis von 200 Reichsmark (umgerechnet heute etwa 1.680 Euro) zwei Räume im Kellereigebäude zur Verfügung. Fünf Jahre später, im Juni 1898 konnten die Schwestern und ihre Schülerinnen aus den kleinen und feuchten Räumen des Kellereigebäudes in ein Haus in der Elisabethenstraße umziehen. Auch diese Räume wurden angemietet, da der Kaufpreis von 12.800 Reichsmark (etwa 106.500 Euro) unerschwinglich war. Hier konnten auswärtige Schülerinnen nun auch über Mittag verköstigt werden; für 10 Pfennig pro Mahlzeit (0,83 Euro). Den Standort an der Rossertstraße hat die Schule seit 1905. Die Schülerzahl war inzwischen gestiegen und man gewann das Interesse der Stadt Hofheim. Dies sollte sich auszahlen: Es gab einen jährlichen Zuschuss von 800 Reichsmark (etwa 6.180 Euro).
Nach dem Ende des Ersten Weltkrieges zog auch in die Schule demokratisches Gedankengut ein. Eltern erhielten ein Mitspracherecht. Laut der Chronik ging es bei der ersten Elternbeiratswahl 1920 „recht stürmisch“ zu.
Nach der Ausarbeitung neuer Lehrpläne konnte ab 1927 der Abschluss der „Mittleren Reife“ vergeben werden. In diesem Jahr erhielt die Schule auch den Namen „Elisabethenschule“. In den 1930er Jahren wuchs der politische Druck des nationalsozialistischen Regimes auf die nicht „gleichgeschaltete“ Schule. Am 20. März 1940 mussten die Schwestern schließlich die Schule schließen. Auf Grund der Erlaubnis der amerikanischen Militärregierung war im April 1946 ein Neubeginn möglich. Unter heute kaum vorstellbaren Verhältnissen nahmen die Schwester den Unterricht wieder auf.
Die Zahl der Schülerinnen stieg ab 1949 stark an und 1953 konnte der erste Erweiterungsbau an der Rossertstraße bezogen werden. Erstmals gab es auch Fachräume für Physik und Chemie. Was nach wie vor fehlte, war eine Sporthalle. 1963/64 wurde dann der nächste Erweiterungsbau an der Kurhausstraße errichtet. Durch Quell- und Hangwasser kam es zu einer dramatischen Entwicklung: Das Gebäude zwischen der Rossertstraße und Kurhausstraße drohte abzurutschen, jedoch konnten in einer nächtlichen Rettungsaktion Spundwände zur Stabilisierung ins Erdreich getrieben werden. Als Ende der 1960er Jahre der Trend zum Abitur stärker wurde, startete die Schule den Versuch, sowohl auf das Berufsleben als auch auf den Übergang zur gymnasialen Oberstufe vorzubereiten. Wahlpflichtkurse und Differenzierung wurden ausgebaut und den modernen Bedürfnissen der Gesellschaft angepasst.
Die damalige Schulleiterin, Schwester Heriberta, nahm 1978 die ersten Jungen in die Schule auf. 1982/83 und 1989/90 konnten zusätzliche bauliche Erweiterungen verwirklicht werden. 1986 legte Schwester Heriberta nach 14 Jahren als Schulleiterin ihr Amt nieder. Erstmals in der Geschichte der Schule übernahm mit Herrn Manfred Lorenz ein „weltlicher“ Kollege die Schulleitung. Die Kongregation der Armen Dienstmägde Jesu Christi behielt aber die Trägerschaft der Schule.
Im Jahr 2001 erwarb die Kongregation ein weiteres Nachbargrundstück. Es folgte ein erneuter Anbau, der 2003 zum 110-jährigen Jubiläum fertiggestellt wurde. An den Baukosten beteiligten sich neben der Schulträgerin das Bistum Limburg, der Main-Taunus-Kreis, die Städte Hofheim, Flörsheim, Eppstein sowie die Gemeinden Kriftel und Liederbach. Auch die Schulgemeinde musste einen erheblichen Eigenanteil aufbringen. Neben größeren Klassenräumen und einem weiteren naturwissenschaftlichen Fachraum wurde auch eine größere Cafeteria errichtet. Somit konnte – erstmals seit 1910 – wieder ein Ganztagsangebot gemacht werden. Schließlich entsprachen die älteren Gebäudeteile nicht mehr den heutigen Anforderungen an einen sparsamen Umgang mit Energie. Ein Vollwärmeschutz, eine solarbetriebene Warmwasserbereitung sowie die Regenwassernutzung für die Toilettenspülung entstanden.
2007 wurde die Maria-Hilf-Kranken- und Pflegegesellschaft Trägerin der Schule. Seit 2021 wird die Realschule zu einem Mittelstufen-Gymnasium aufgebaut.